# الشط (بيشة)
الشط وهي قرية من قرى محافظة بيشة التابعة إلى منطقة عسير في المملكة العربية السعودية.

## التسمية والموقع
الشـَّط: بفتح الشين المعجمة المشددة فطاء، وهو جانب النهر أو الوادي وفي اللغة هو البعد أو تجاوز المقدار.
وتقع قرية الشط غرب أحد أفرع وادي بيشة على بعد أقل من 1 كيلو متر كما يمر شمالها على بعد 3 كيلو متر المجرى الرئيسي لوادي بيشة، وهي قرية كبيرة من قرى بني منبه من شهران وتقع جنوب مركز الحازمي على بعد 7 أكيال كما يقع جنوبها قرية واعر على مسافة 2 كيلو متر كما تبعد عن مدينة بيشة مسافة 22 كيلو متر تقريباً.
وتضم القرية عدداً من المدارس والمساجد ومركزاً صحياً

## الموقع
الشط هي قرية تقع في طريق الوادي الطالع في منطقة عسير، والشط في اللغة بمعنى جانب النهر وجمعها شطوط أو شطآن، ويخترق القرية وادي قشبان الذي يشتهر بخصوبته وجداول المياه المنتشره في الحوضين والصفار، وأيضا يخترقها وادي المونح من الجهة الغربية، وتنقسم قريه الشط إلى عدة أقسام وهي: المونح وهو القلب النابض لها، وتوجد بها الكثافة الأكبر للسكان وأيضاً الشط وهي تقع في الجهة الشرقية من القرية، وشعبه اللبن وتقع في الجهة الغربية من القرية، ويقع بها جامع القرية. وتشتهر القرية بالمزارع الجميلة وأيضا توجد بها عدة آبار مياه، ويشتهر بها نادي المتحد الرياضي والذي تأسس في عام 1979، ويوجد لهذا النادي منتدى خاص تناقش فيه أمور الفريق وأخبار القرية. ويقع ملعبه في الجهة الجنوبية الشرقية.